# Юстус Сустерманс
Юстус Сустерманс (нід. Justus Sustermans; 28 вересня 1597, Антверпен — 23 квітня 1681, Флоренція ) — фламандський художник доби бароко. Переважно портретист. Працював у Фландрії і в Італії.

## Життєпис
Народився в місті Антверпен. Художню освіту опановував в майстернях тамтешніх художників. Серед його вчителів називають Віллема де Воса, котрий був племінником більш відомого художника Мартена де Воса. Стажувався в майстерні, котру утримував художник Франс Пурбус молодший (1569-1622).
За неперевіреними даними у 1616-1619 рр. навчався в Парижі. Згодом перебрався в Італію, а з 1621 року працював і мешкав в місті Флоренція, де сподобався родині Медічі і був призначений на посаду придвірного художника. 
Працював здебільошого як портретист. Іноді створював картини на міфологічні і біблійні сюжети. Мав менше обдарування, ніж його сучасник Пітер Пауль Рубенс. Але охоче вивчав досвід таких різних митців як Дієго Веласкес, П'єр Міньяр, Гверчіно, твори художників венеційської школи. В портретах наслідував схеми, розроблені і віднайдені його земляком Рубенсом. Сам створив декілька портретів науковця Галілео Галілея в похилому віці. 
Портрет Юстуса Сустерманса був створений Антонісом ван Дейком в техніці офорт і включений в серію видатних сучасників ван Дейка.
Помер у Флоренції.

## Вибрані твори
- «Портрет Галілео Галілея», 1636
- «Портрет невідомої пані», Музей Нортона Саймона, Каліфорнія
- «Портрет Марії Маддалени Австрійської з сином»
- «Портрет невідомої пані з перлами», Музей західного і східного мистецтва (Одеса)
- «Вінченцо II Гонзага», володар Мантуї
- «Портрет кадинала Карло Медічі»
- «Родина царя Персії Дарія перед Александром Македонським»

## Галерея вибраних творів

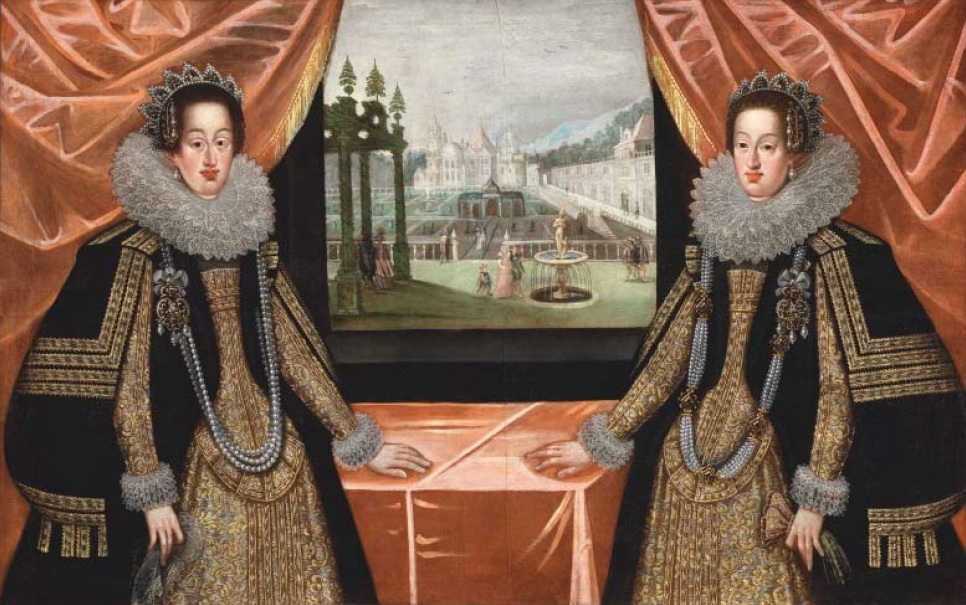
«Маріанна та Сесіль Рената Австрійські». Копія портрета Юстуса Сустерманса

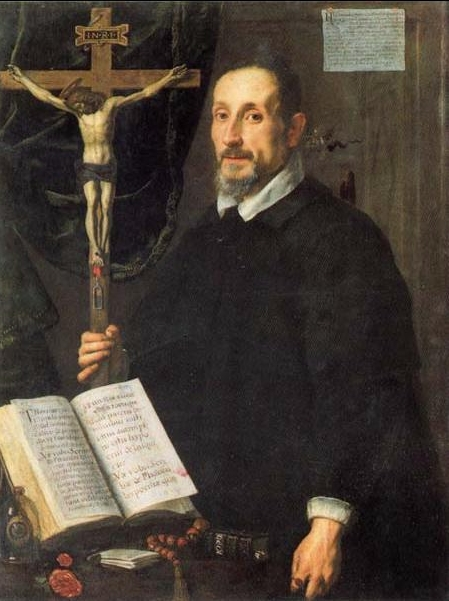
Ю. Сустерманс. «Канонік Пандольфо Рікасолі».

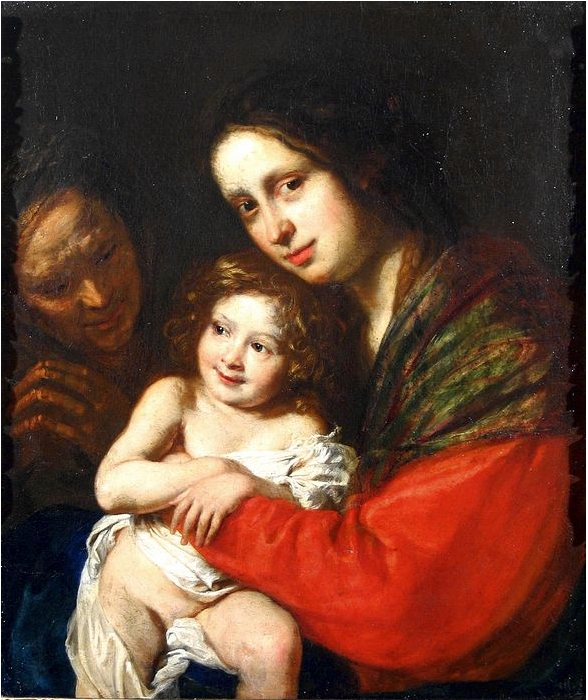
Юстус Сустерманс. «Мадонна з немовлям і св. Анною»
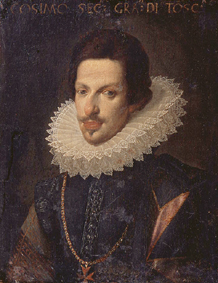
Юстус Сустерманс. «Герцог Козімо ІІ Медічі» (погруддя).
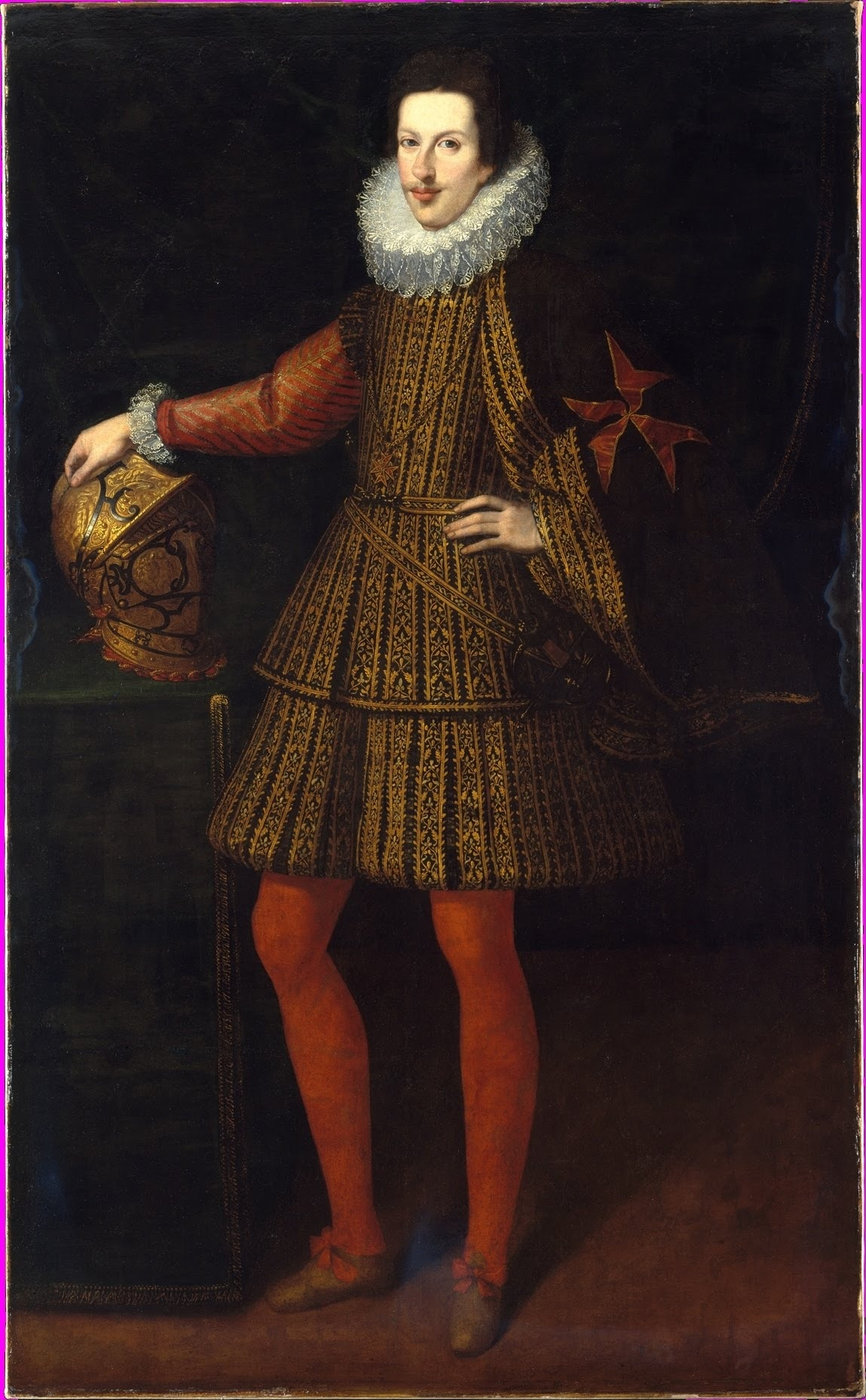
Юстус Сустерманс.«Герцог Козімо ІІ Медічі» (у повний зріст).
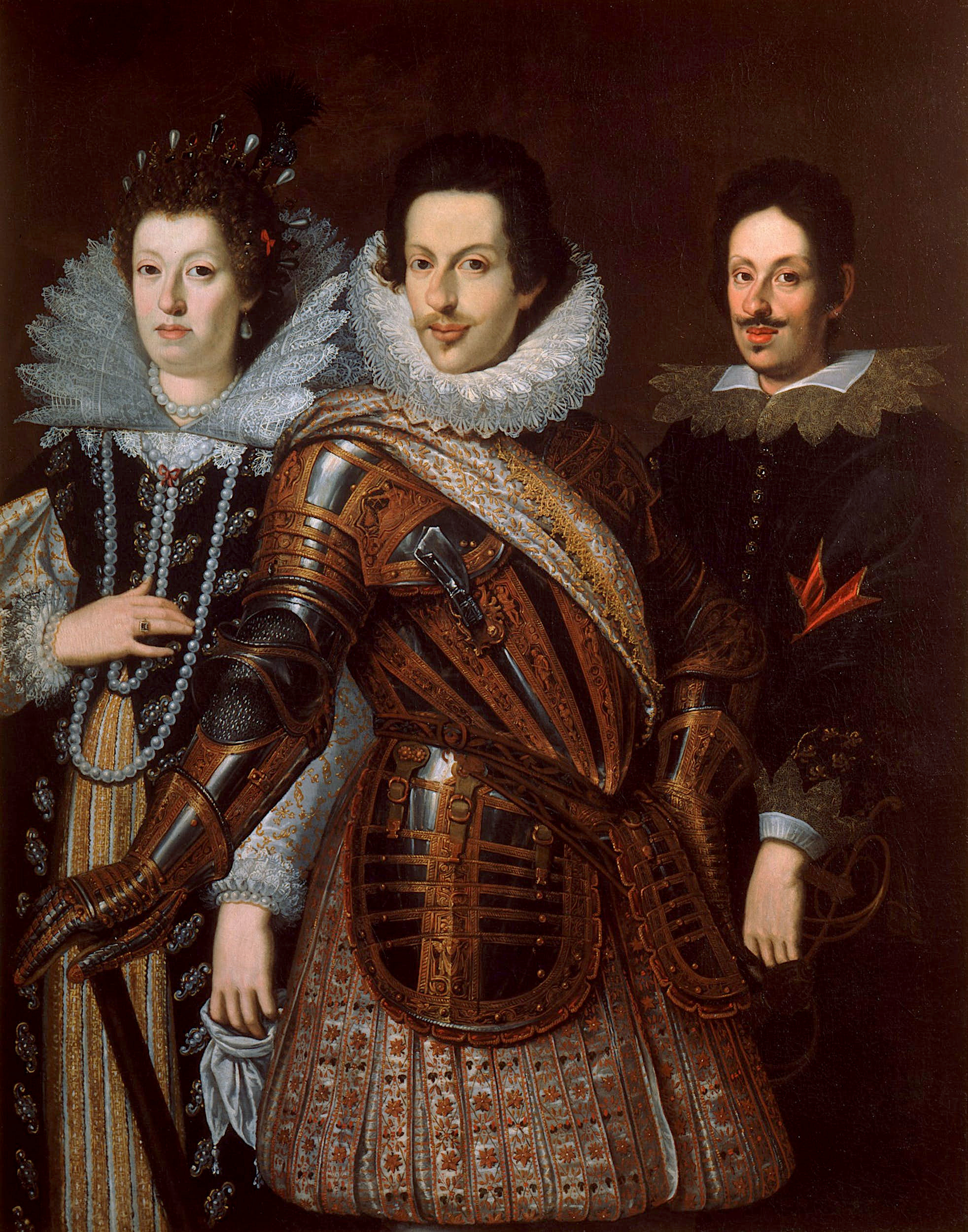
Юстус Сустерманс. Герцог Козімо ІІ Медічі, його дружина Марія Маддалена Австрійська та їх син Фердинандо ІІ Медічі
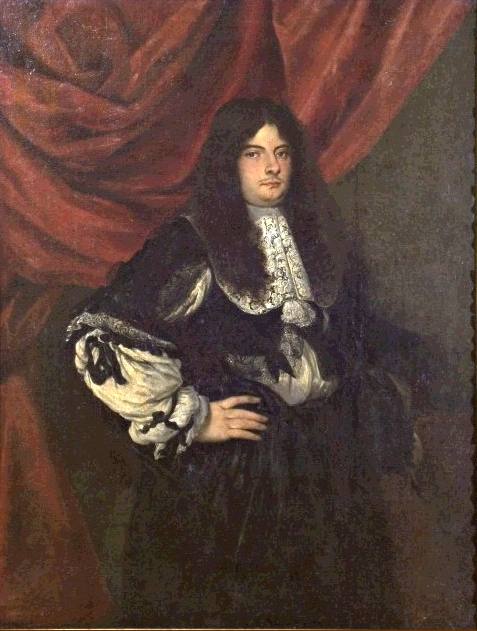
Юстус Сустерманс. «Карл Х Густав Шведський»
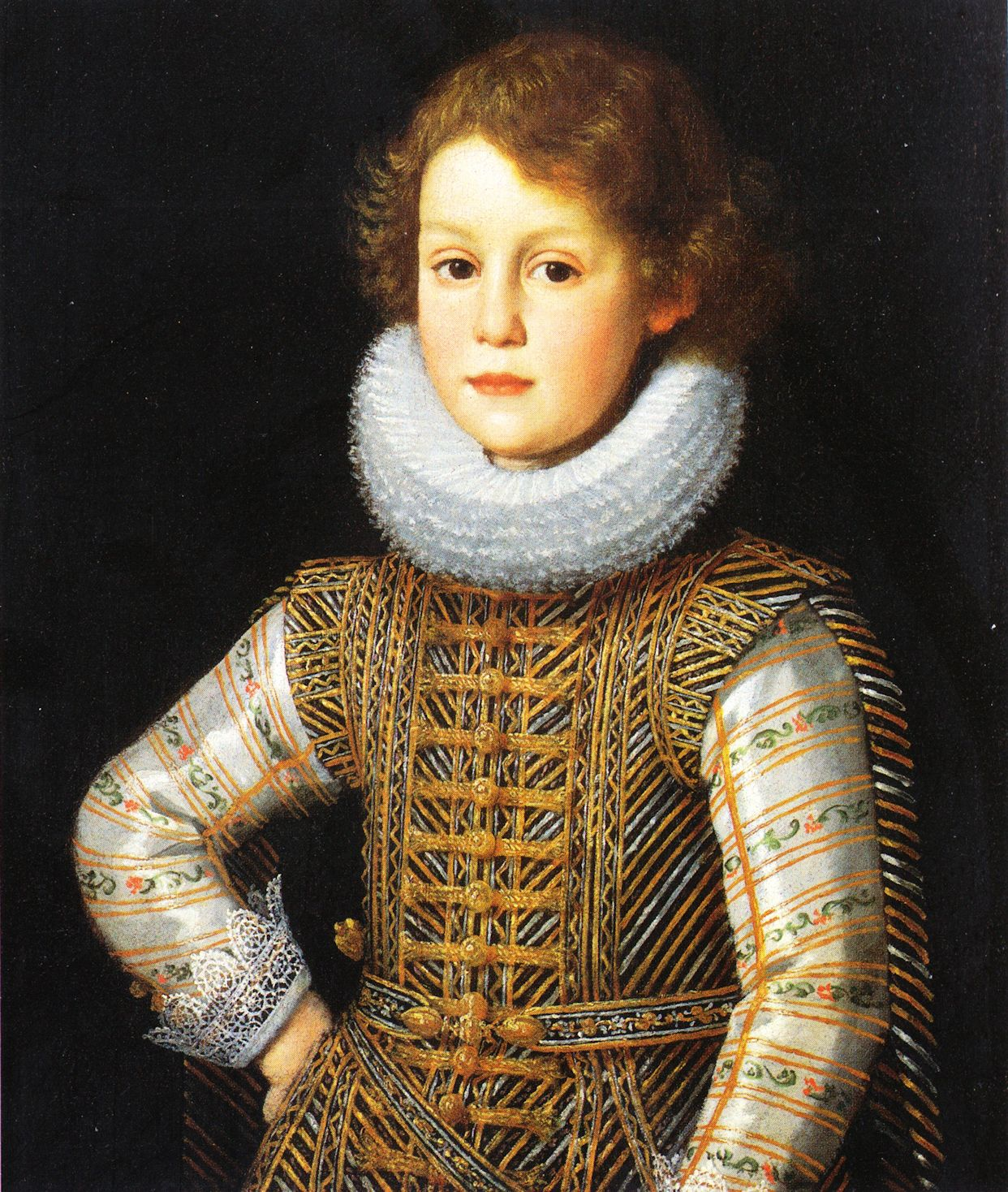
Юстус Сустерманс. Принц Маттео де Медічі дитиною
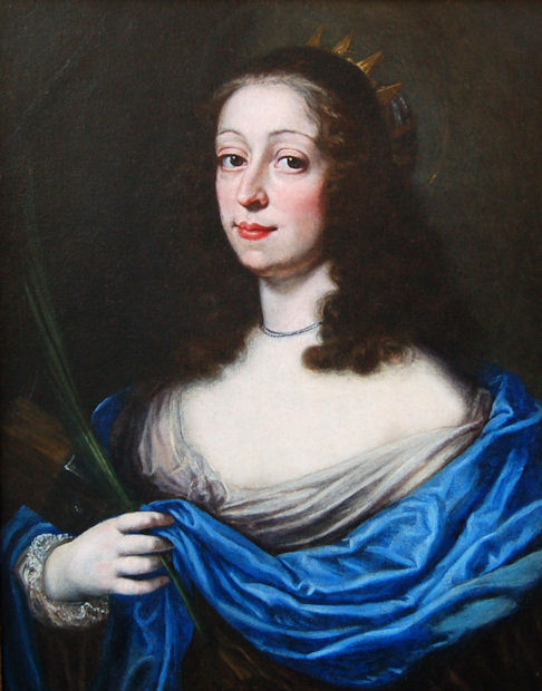
Юстус Сустерманс. «Вітторія делла Ровере», герцогиня Тосканська
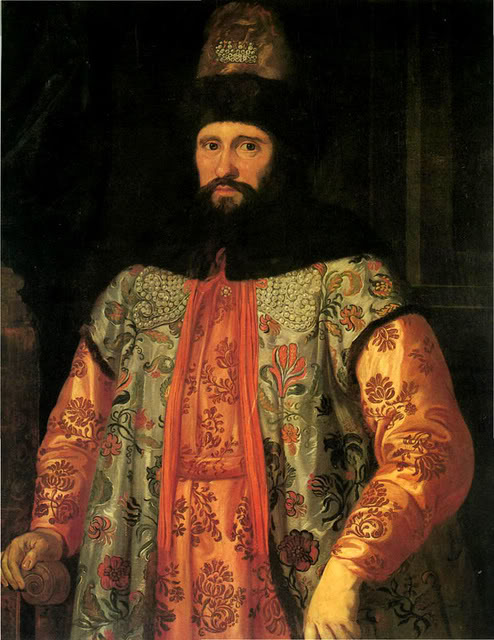
Юстус Сустерманс. Дипломат із Московії «Іван Чемоданов»

## Джерела

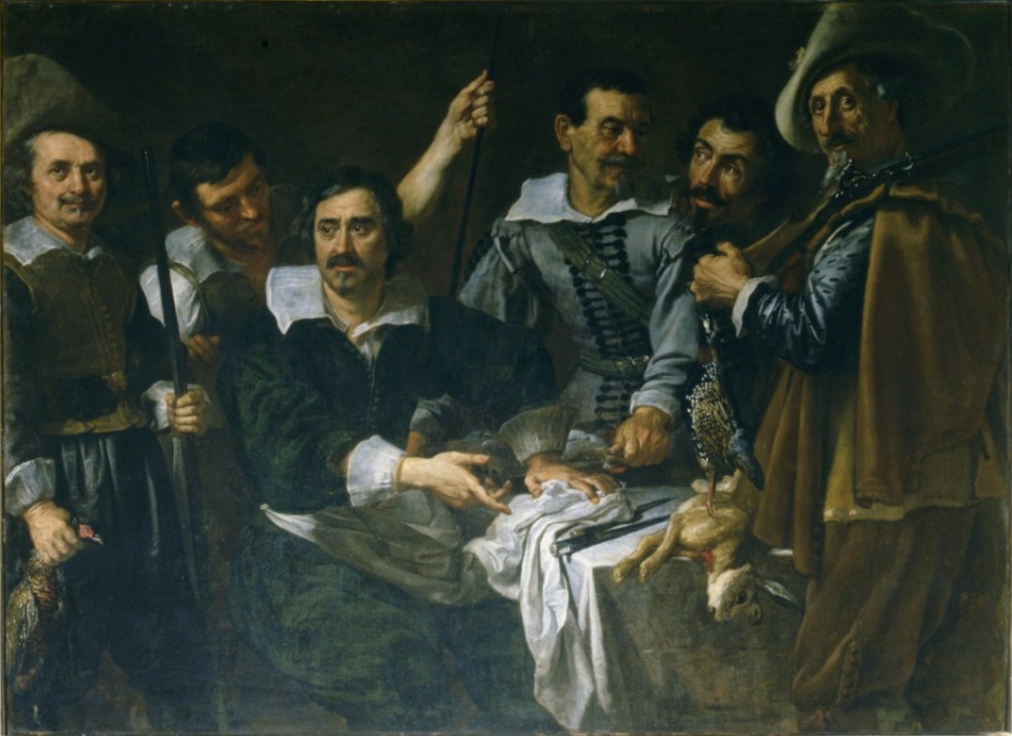
Ю. Сустерманс. «Товариство мисливців»